# Moho bishopi
Moho bishopi là một loài chim trong họ Mohoidae.